# Palacete Tira-Chapéu
Edifício da Associação dos Empregados no Comércio da Bahia ou Palacete do Tira Chapéu é um prédio inaugurado em 30 de dezembro de 1917, projetado para receber a Associação dos Empregados do Comércio (AECBA), localizado na esquina da Rua Chile com a Rua do Tira Chapéu, em Salvador, capital do estado brasileiro da Bahia.

## História
A história do Edifício da Associação dos Empregados no Comércio da Bahia está intrinsecamente ligada com a história da formação da elite econômica baiana. Idealizado pelo comendador Bernardo Martins Catharino — proprietário do palacete que leva seu nome, o Palacete do Comendador Bernardo Martins Catharino, — que foi o financiador do prédio. Localizado na Rua do Tira Chapéu em esquina com a Rua Chile foi organizada pelo engenheiro e arquiteto italiano Alberto Borelli representando a Companhia de Serraria e Construções — importante empreiteira baiana no contexto.
As obras de construção do edifício foram iniciadas em junho de 1916 e concluída na sua inauguração em 30 de dezembro de 1917, mantendo um estilo arquitetônico voltado ao Barroco. No ano de 1918, foi feita a doação de Bernardo Martins Catharino e sua esposa Úrsula da Costa Martins Catharino para a associação de trabalhadores.
A sede da AECBA foi palco de reuniões e apresentações musicais reunindo personalidades baianas e do resto do país. Além do seu papel de organização trabalhista, foi filantrópica com cursos profissionalizantes e pioneiros, como o de formação profissional de mulheres. Até início da década de 2010, o edifício continuava a pertencer à AECBA, mas somente com a parte térrea utilizada, enquanto os andares superiores estavam desocupados.
Em 2018, foi anunciado o projeto de tornar o Palacete Tira Chapéu um centro gastronômico no Centro Histórico de Salvador, com vários restaurantes instalados no palacete. O Grupo Fera, do empresário mineiro Antônio Mazzafera, comprou o edifício por volta de 2015, dentro da expansão dos seus negócios nesta área da cidade, cuja base é o Fera Palace Hotel, e, neste caso, é empreendido pela Fera Investimentos ao lado das empresas Rio Verde e Elo. O projeto de restauração foi encomendado ao arquiteto dinamarquês Adam Kurdahl e tem por inspiração duas referências espanholas: o mercado de São Miguel, em Madri, e El Nacional, em Barcelona. Quando anunciado em 2018, a previsão era sua conclusão em 2020, contudo, em 2020 foi revista para 2022 em função do processo recuperação e restauro, como também de captação de financiamento para as instalações comerciais.

## Tombamento
O prédio da associação passou pelo processo de tombamento definitivo no ano de 2011, aferido pelo Instituto do Patrimônio Artístico e Cultural da Bahia (IPAC), órgão responsável pela preservação da memória baiana, sob o processo Decreto nº 13.151/2011. Segundo o diretor do IPAC, Frederico Mendonça,  o tombamento "é benéfico, pois ao ser reconhecido oficialmente o imóvel passa a ter prioridade nas linhas de financiamento de restauração, sejam elas municipais, estaduais, federais ou até internacionais. Além disso, o tombamento proíbe a descaracterização da edificação".

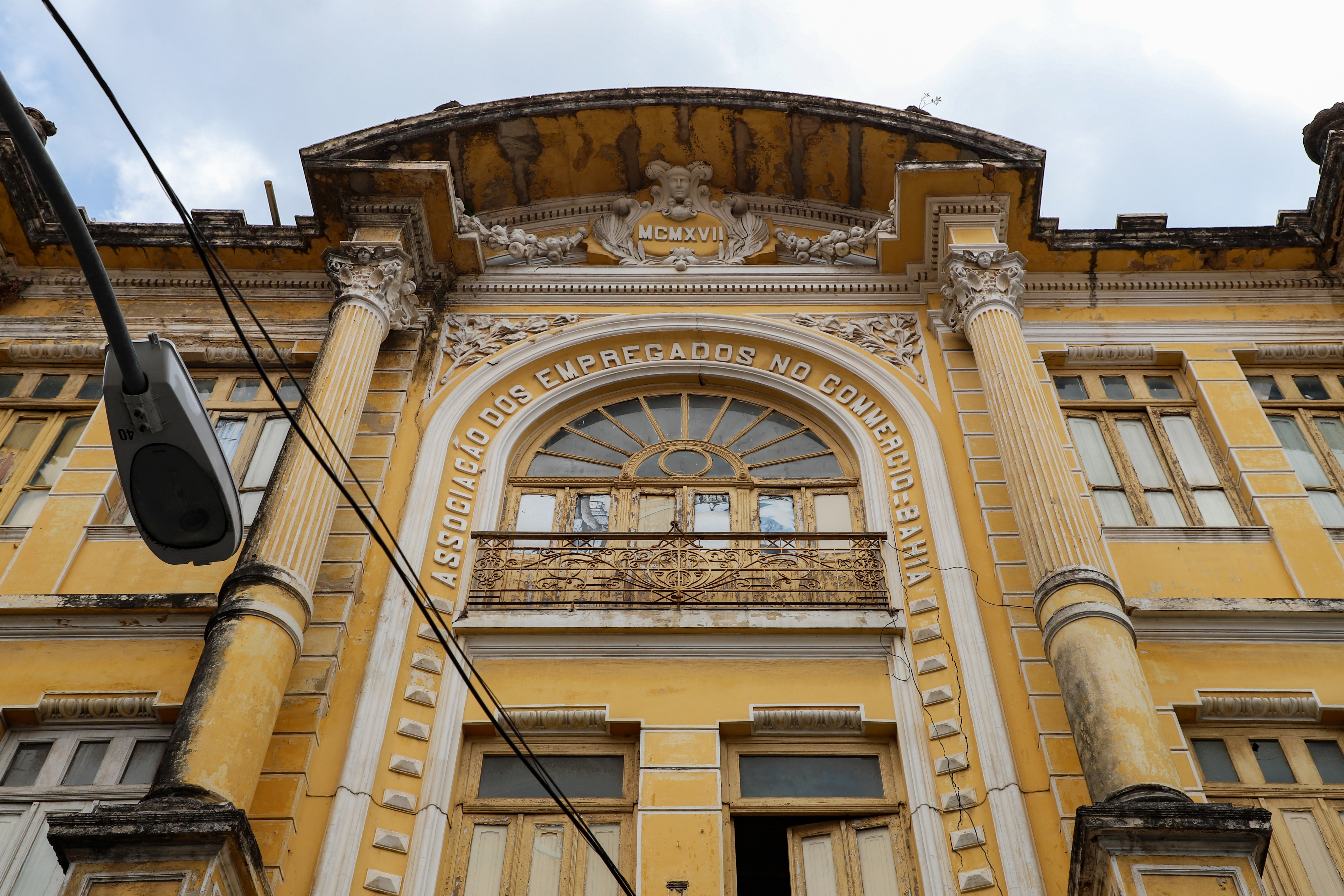
Fachada principal com suas colunas